# Luís de Azevedo Coutinho
Luís Aníbal de Sá de Azevedo Coutinho (Porto, 23 de dezembro de 1928 – Porto, 22 de dezembro de 2016) foi um político português.

## Carreira
Luís Azevedo Coutinho ocupou o cargo de Ministro da Defesa Nacional no VII Governo Constitucional. Foi secretário de Estado dos Negócios Estrangeiros por convite do ministro Diogo Freitas do Amaral, no governo da Aliança Democrática (AD), entre 1979 e 1980. Foi também membro da Direção do Departamento de Relações Internacionais do CDS-PP.

### Funções governamentais exercidas
- VII Governo Constitucional
- Ministro da Defesa Nacional

### Condecorações[1][2]
- Grã-Cruz da Real Ordem Norueguesa de Santo Olavo da Noruega (3 de Novembro de 1980)
- Cavaleiro de Grã-Cruz da Ordem do Mérito da República Italiana de Itália (3 de Novembro de 1980)
- Grã-Cruz do Mérito da Ordem do Mérito da República Federal da Alemanha Ocidental (17 de Dezembro de 1980)
- Grã-Cruz da Ordem Nacional do Cruzeiro do Sul do Brasil (22 de Junho de 1981)

## Morte
Azevedo Coutinho faleceu no Porto a 22 de dezembro de 2016, na véspera de completar 88 anos de idade, vítima de doença prolongada.